# Portia jianfeng
Portia jianfeng là một loài nhện trong họ Salticidae.
Loài này thuộc chi Portia. Portia jianfeng được Da-xiang Song & Zhu miêu tả năm 1998.